# Lundbergstjärnen, Dalarna
Lundbergstjärnen är en sjö i Vansbro kommun i Dalarna och ingår i Dalälvens huvudavrinningsområde.